# كارول جونسون
كارول جونسون (17 يوليو 1935 - 4 أكتوبر 2019) (بالإنجليزية: Diahann Carroll)‏ هي ممثلة، وعارضة، وممثلة تلفزيونية، وممثلة مسرحية، من الولايات المتحدة الأمريكية، ولدت في مدينة نيويورك.

## وصلات خارجية
- كارول جونسون على موقع IMDb (الإنجليزية)
- كارول جونسون على موقع روتن توميتوز (الإنجليزية)
- كارول جونسون على موقع مونزينجر (الألمانية)
- كارول جونسون على موقع ألو سيني (الفرنسية)
- كارول جونسون على موقع ميوزك برينز (الإنجليزية)
- كارول جونسون على موقع تيرنر كلاسيك موفيز (الإنجليزية)
- كارول جونسون على موقع أول موفي (الإنجليزية)
- كارول جونسون على موقع قاعدة بيانات برودواي على الإنترنت (الإنجليزية)
- كارول جونسون على موقع قاعدة بيانات الأفلام السويدية (السويدية)
- كارول جونسون على موقع إن إن دي بي (الإنجليزية)